# Nitocrella hoffmilleri
Nitocrella hoffmilleri är en kräftdjursart som beskrevs av Brehm 1953. Nitocrella hoffmilleri ingår i släktet Nitocrella och familjen Ameiridae. Inga underarter finns listade i Catalogue of Life.